# Shahr-e Mīzān
Shahr-e Mīzān (persiska: شهر میزان) är en ort i Iran.   Den ligger i provinsen Markazi, i den centrala delen av landet, 250 km söder om huvudstaden Teheran. Shahr-e Mīzān ligger 1 711 meter över havet och antalet invånare är 132.
Terrängen runt Shahr-e Mīzān är platt åt sydväst, men åt nordost är den kuperad.Runt Shahr-e Mīzān är det ganska tätbefolkat, med 56 invånare per kvadratkilometer. Närmaste större samhälle är Khomeyn, 14,7 km väster om Shahr-e Mīzān. Trakten runt Shahr-e Mīzān består i huvudsak av gräsmarker.